# Le Thaumaturge chinois
Le Thaumaturge chinois je francouzský němý film z roku 1904. Režisérem je Georges Méliès (1861–1938). Film trvá zhruba 3 minuty. Ve Spojených státech vyšel pod názvem Tchin-Chao, the Chinese Conjurer a ve Spojeném království jako The Chinese Juggler.

## Děj
Film zachycuje čínského divotvorce, jak předvádí různé kouzelnické triky.